# 수원지방법원 안산지원
수원지방법원 안산지원은 수원지방법원이 관할하는 사건 중에서 안산시, 시흥시, 광명시를 관할하는 법원이다.안산지원 위치는요

## 지원장
| 순번 | 이름   | 재임 기간                         |
| ---- | ------ | --------------------------------- |
| 1대  | 허만   | 2002년 9월 1일 ~ 2004년 2월 17일  |
| 2대  | 고의영 | 2004년 2월 18일 ~ 2005년 2월 20일 |
| 3대  | 원유석 | 2005년 2월 21일 ~ 2007년 2월 20일 |
| 4대  | 이성훈 | 2007년 2월 21일 ~ 2008년 2월 20일 |
| 5대  | 안기환 | 2008년 2월 21일 ~ 2009년 2월 22일 |
| 6대  | 이상주 | 2009년 2월 23일 ~ 2010년 2월 10일 |
| 7대  | 김흥준 | 2010년 2월 22일 ~ 2011년 2월 16일 |
| 8대  | 안영길 | 2011년 2월 28일 ~ 2014년 2월 23일 |
| 9대  | 조윤신 | 2014년 2월 24일 ~ 2016년 2월 21일 |
| 10대 | 정일연 | 2016년 2월 22일 ~2018년 2월 25일  |
| 11대 | 이흥권 | 2018년 2월 26일 ~ 2020년 2월      |
| 12대 | 박범석 | 2020년 2월~                       |